# 安達駅

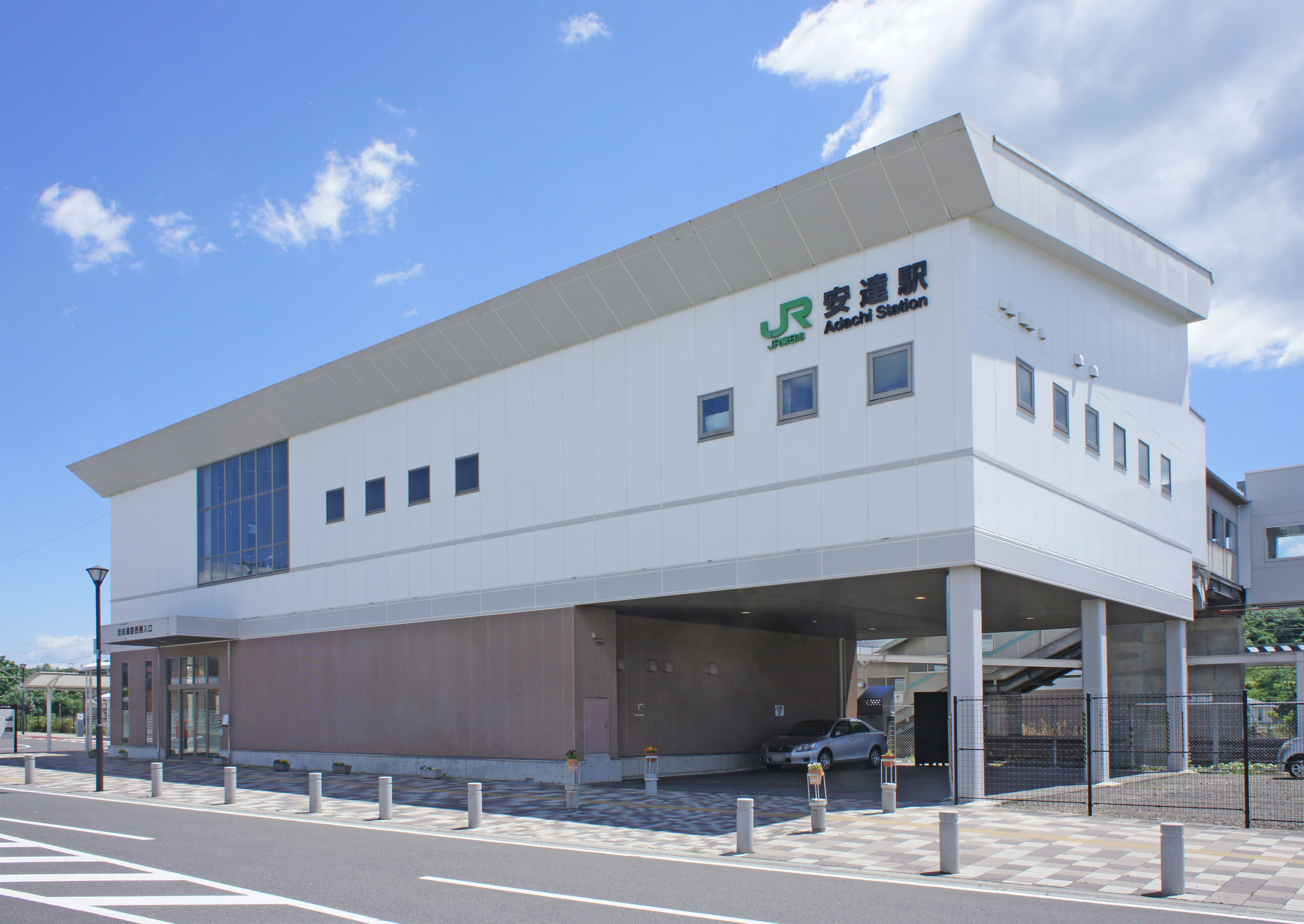
西口（2022年5月）

安達駅（あだちえき）は、福島県二本松市油井字古屋敷にある、東日本旅客鉄道（JR東日本）東北本線の駅である。

## 歴史
- 1917年（大正6年）7月11日：開業[3]。
- 1974年（昭和49年）10月1日：貨物の取り扱いを廃止[3]。
- 1984年（昭和59年）
  - 2月1日：荷物の扱いを廃止[3]。
  - 12月1日：無人化[4]。以降、二本松駅の派遣により、出改札業務を継続。
- 1987年（昭和62年）4月1日：国鉄の分割民営化により、東日本旅客鉄道の駅となる[3]。有人化。
- 2009年（平成21年）3月14日：ICカード「Suica」の利用が可能となる[報道 1]。
- 2016年（平成28年）1月23日：東西自由通路および東西駅前広場、新駅舎の供用を開始[報道 2][新聞 1]。
- 2017年（平成29年）12月27日：ホームと駅舎を連絡するエレベーターが設置され、供用を開始[報道 3][新聞 2]。
- 2024年（令和6年）10月1日：えきねっとQチケのサービスを開始[1][報道 4]。

## 駅構造
島式ホーム1面2線を有する地上駅である。1990年代初めまでは、貨物待避用の上り2番線があった。
かつては駅舎とホームが跨線橋で連絡していた。2016年（平成28年）1月に橋上駅化され、自由通路が設置された。改札口や事務室、待合室などがある駅舎主要部は西口にある。また、2017年（平成29年）12月にはホームと昇降するエレベーターが設置された。
福島統括センター（福島駅）管理の業務委託駅（JR東日本東北総合サービスが受託）である。構内には窓口、自動券売機、簡易Suica改札機などがある。

### のりば
| 番線 | 路線      | 方向 | 行先     |
| ---- | --------- | ---- | -------- |
| 1    | ■東北本線 | 下り | 福島方面 |
| 2    | ■東北本線 | 上り | 郡山方面 |

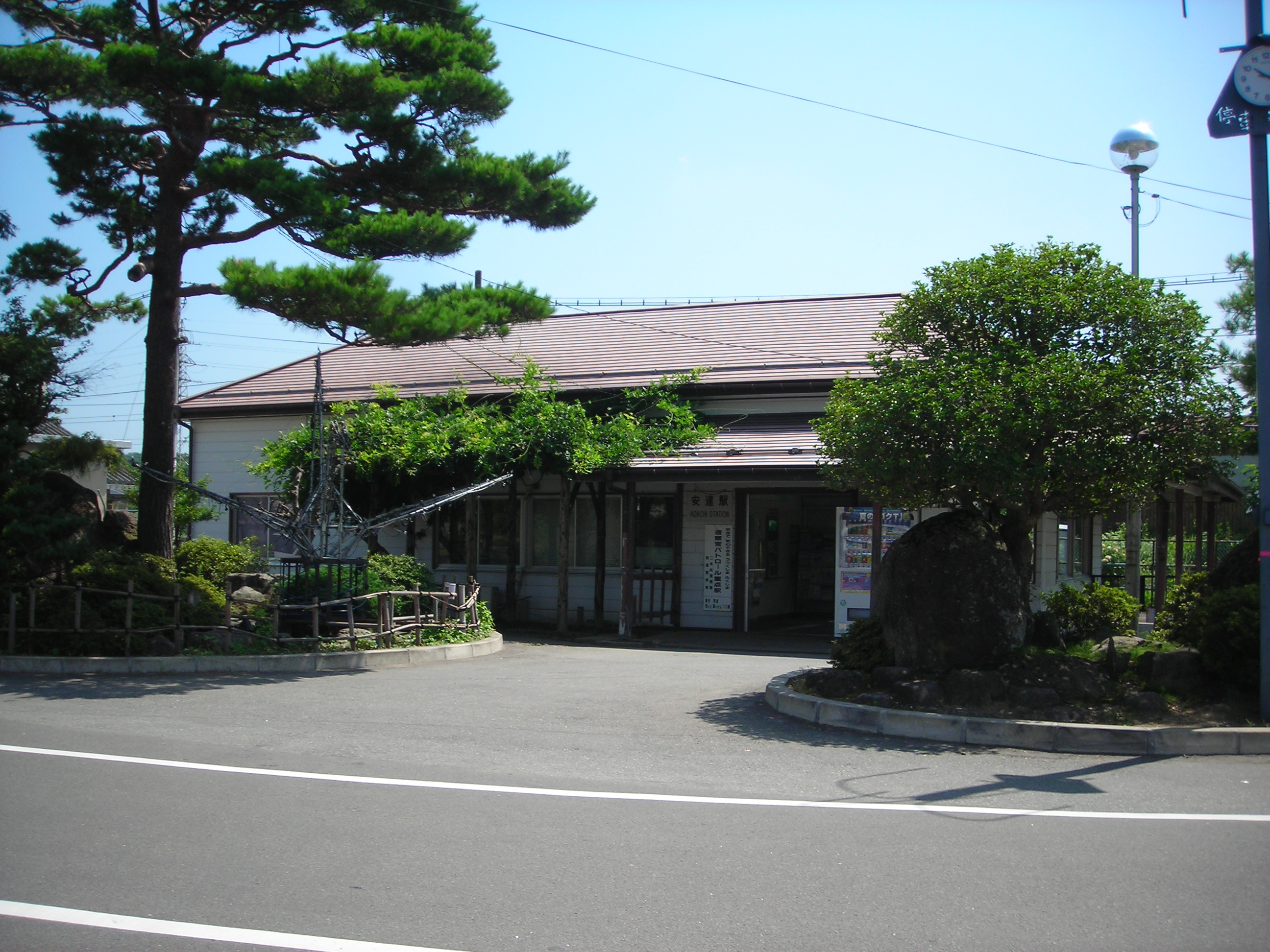
旧駅舎（2008年8月）
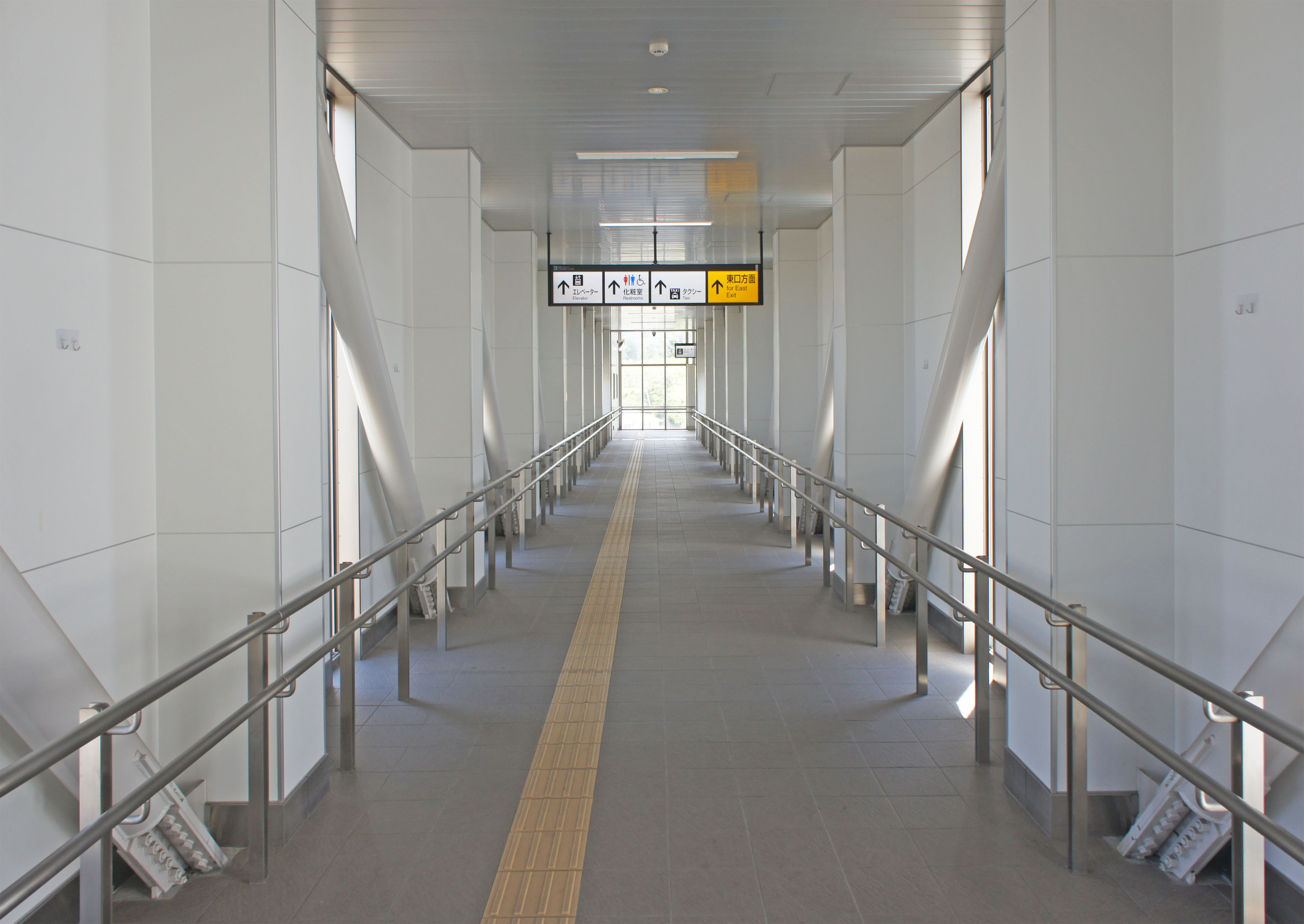
東西自由通路（2022年5月）
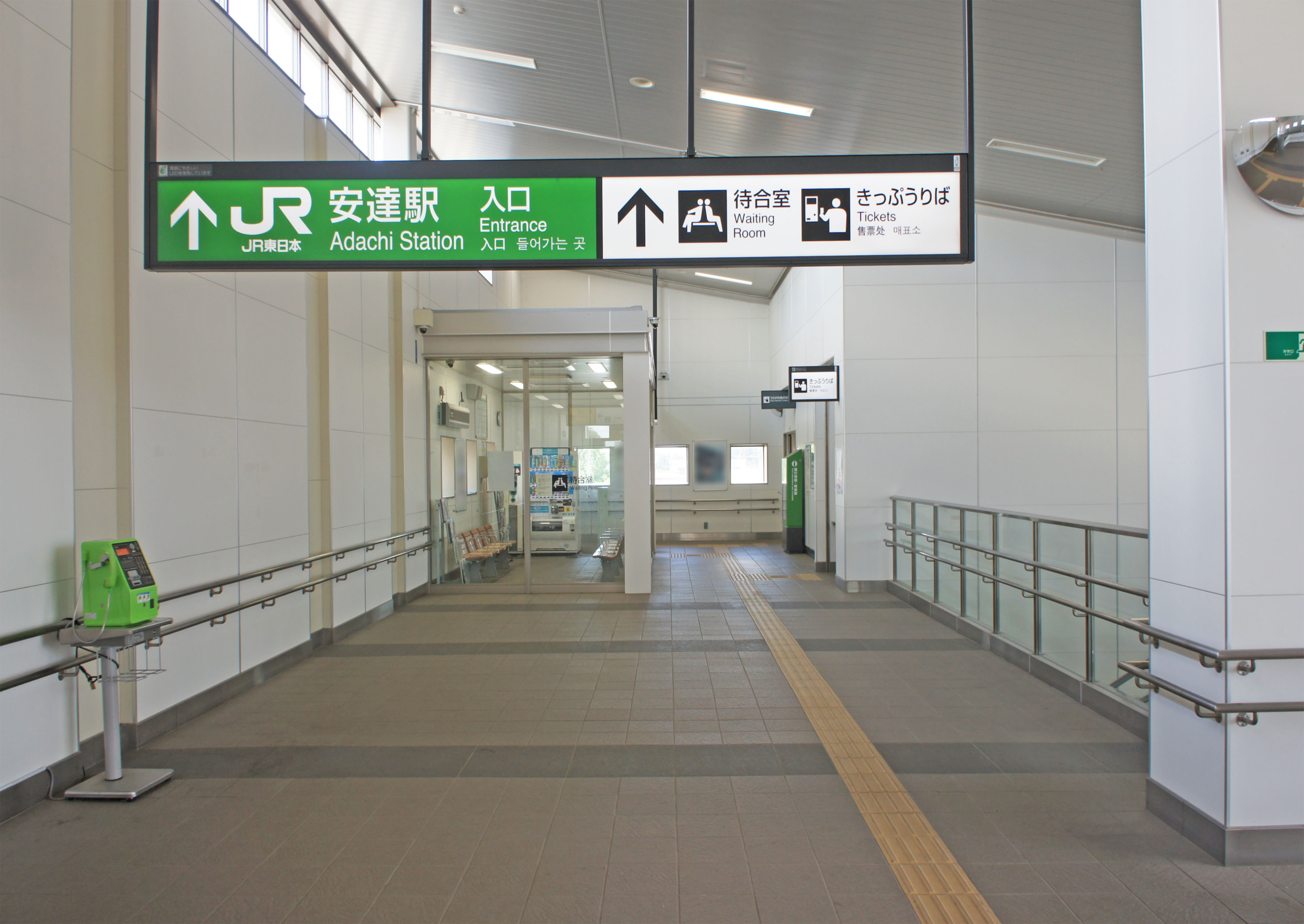
コンコース（2022年5月）
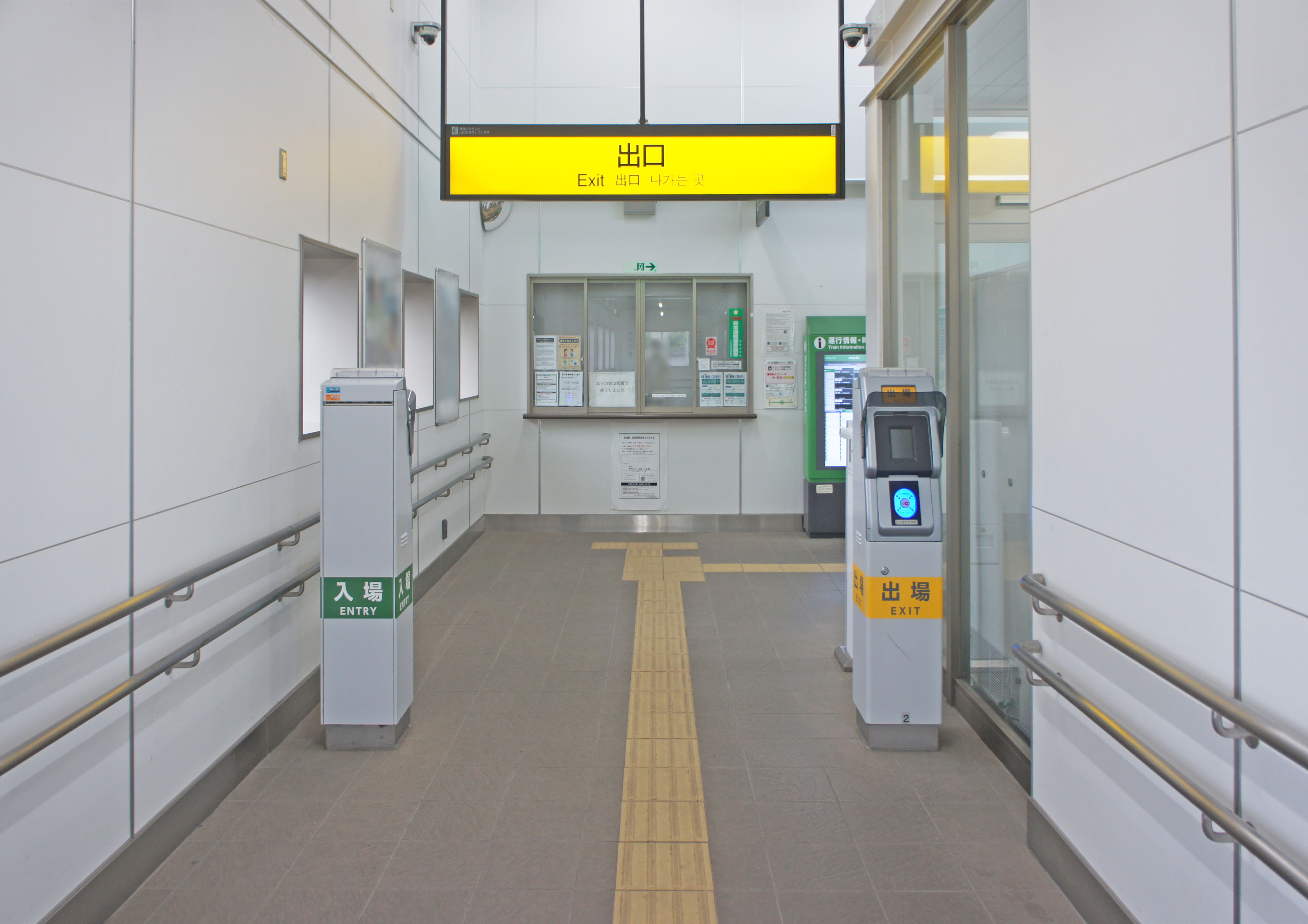
改札口（2022年5月）
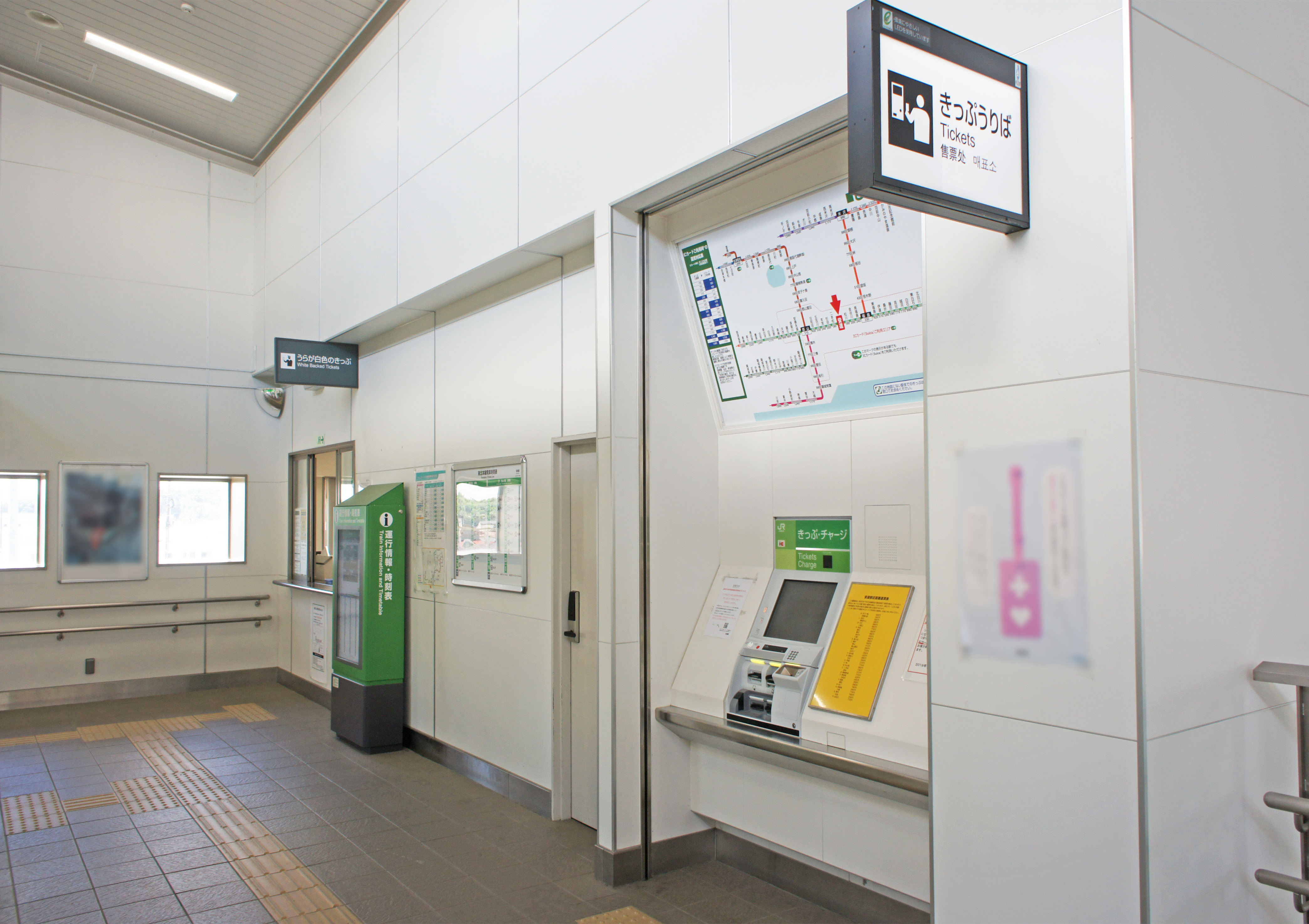
自動券売機（2022年5月）
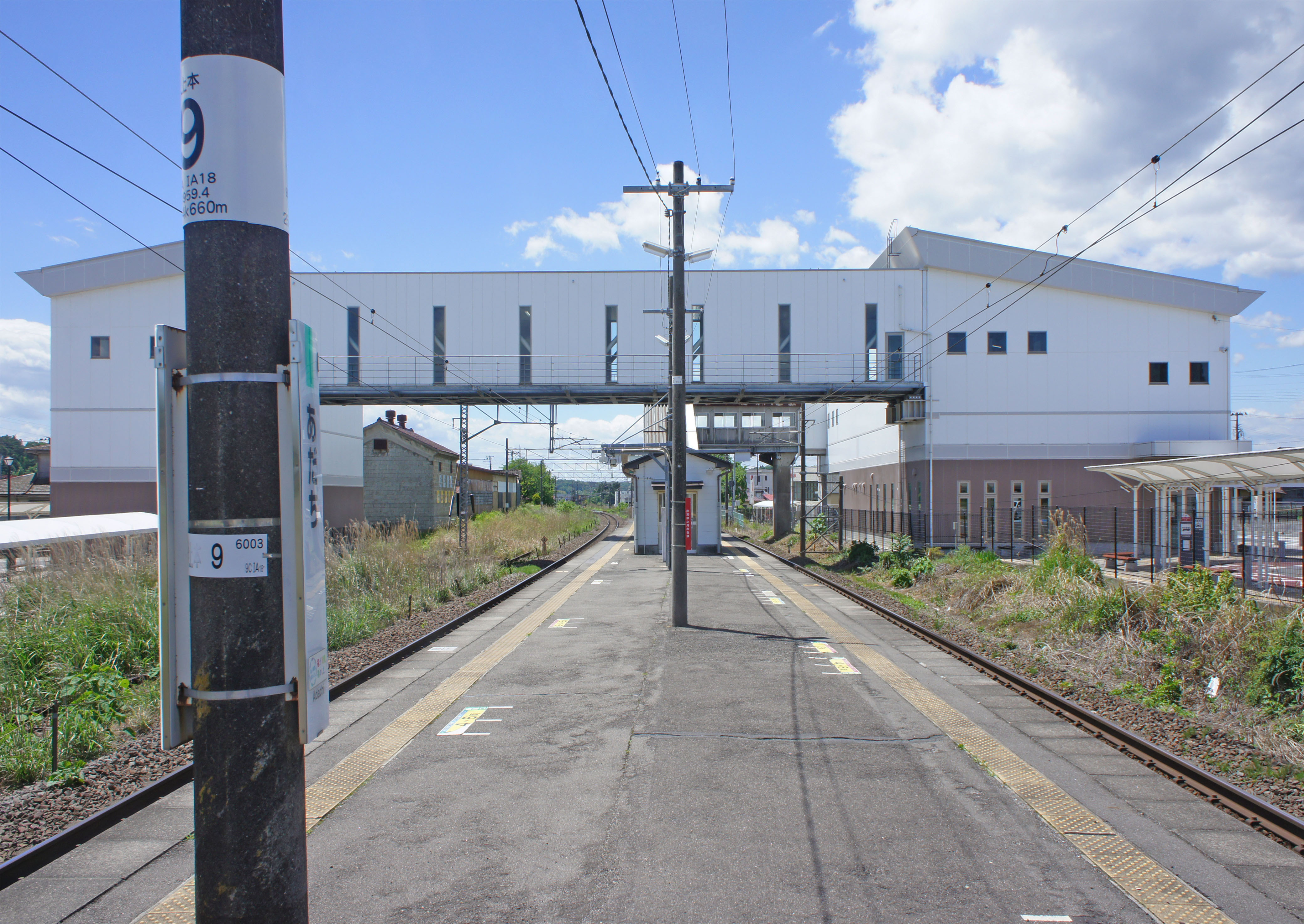
ホーム（2022年5月）

## 利用状況
JR東日本によると、2023年度（令和5年度）の1日平均乗車人員は760人である。
2000年度（平成12年度）以降の推移は以下のとおりである。
| 1日平均乗車人員推移 | 1日平均乗車人員推移 | 1日平均乗車人員推移 | 1日平均乗車人員推移 | 1日平均乗車人員推移 |
| 年度                | 定期外              | 定期                | 合計                | 出典                |
| ------------------- | ------------------- | ------------------- | ------------------- | ------------------- |
| 2000年（平成12年）  |                     |                     | 835                 | [ 利用客数 2 ]      |
| 2001年（平成13年）  |                     |                     | 816                 | [ 利用客数 3 ]      |
| 2002年（平成14年）  |                     |                     | 807                 | [ 利用客数 4 ]      |
| 2003年（平成15年）  |                     |                     | 784                 | [ 利用客数 5 ]      |
| 2004年（平成16年）  |                     |                     | 758                 | [ 利用客数 6 ]      |
| 2005年（平成17年）  |                     |                     | 725                 | [ 利用客数 7 ]      |
| 2006年（平成18年）  |                     |                     | 748                 | [ 利用客数 8 ]      |
| 2007年（平成19年）  |                     |                     | 755                 | [ 利用客数 9 ]      |
| 2008年（平成20年）  |                     |                     | 793                 | [ 利用客数 10 ]     |
| 2009年（平成21年）  |                     |                     | 799                 | [ 利用客数 11 ]     |
| 2010年（平成22年）  |                     |                     | 786                 | [ 利用客数 12 ]     |
| 2011年（平成23年）  |                     |                     | 766                 | [ 利用客数 13 ]     |
| 2012年（平成24年）  | 207                 | 600                 | 807                 | [ 利用客数 14 ]     |
| 2013年（平成25年）  | 213                 | 602                 | 815                 | [ 利用客数 15 ]     |
| 2014年（平成26年）  | 209                 | 581                 | 790                 | [ 利用客数 16 ]     |
| 2015年（平成27年）  | 211                 | 626                 | 837                 | [ 利用客数 17 ]     |
| 2016年（平成28年）  | 203                 | 614                 | 818                 | [ 利用客数 18 ]     |
| 2017年（平成29年）  | 201                 | 591                 | 793                 | [ 利用客数 19 ]     |
| 2018年（平成30年）  | 204                 | 582                 | 787                 | [ 利用客数 20 ]     |
| 2019年（令和元年）  | 189                 | 572                 | 762                 | [ 利用客数 21 ]     |
| 2020年（令和02年）  | 111                 | 499                 | 611                 | [ 利用客数 22 ]     |
| 2021年（令和03年）  | 128                 | 524                 | 653                 | [ 利用客数 23 ]     |
| 2022年（令和04年）  | 160                 | 542                 | 702                 | [ 利用客数 24 ]     |
| 2023年（令和05年）  | 192                 | 567                 | 760                 | [ 利用客数 1 ]      |

## 駅周辺
- 安達町商工会館
- 二本松市役所安達支所（旧・安達町役場）
- 安達郵便局
- ベイシアスーパーセンター安達店
- TSUTAYA二本松店
- コメリパワー安達店
- 二本松市立安達中学校
- 二本松警察署安達駐在所
- 福島県道114号福島安達線
- 福島県道129号二本松安達線
- 福島県道191号安達停車場線
- 国道4号
- 福島交通「安達駅入口」停留所

## 隣の駅
東日本旅客鉄道（JR東日本）
■東北本線
二本松駅 - 安達駅 - 松川駅

### 記事本文

#### 報道発表資料
1. ↑  『Suicaをご利用いただけるエリアが広がります。』（PDF）（プレスリリース）東日本旅客鉄道、2008年12月22日。オリジナルの2020年5月24日時点におけるアーカイブ。2020年5月25日閲覧。
2. 1 2  『東北本線安達駅が変わります』（PDF）（プレスリリース）東日本旅客鉄道仙台支社、2015年12月25日。オリジナルの2015年12月27日時点におけるアーカイブ。2024年11月7日閲覧。
3. 1 2  『東北本線安達駅のエレベーターが使用開始になります』（PDF）（プレスリリース）東日本旅客鉄道仙台支社、2017年12月20日。オリジナルの2018年1月2日時点におけるアーカイブ。2022年4月28日閲覧。
4. ↑  『Suicaエリア外もチケットレスで! 東北エリアから「えきねっとQチケ」がはじまります』（PDF）（プレスリリース）東日本旅客鉄道、2024年7月11日。オリジナルの2024年7月11日時点におけるアーカイブ。2024年8月1日閲覧。

#### 新聞記事
1. 1 2  「JR安達駅　新駅舎など使用開始」『交通新聞』交通新聞社、2016年1月27日。
2. 1 2  「コンコース」『交通新聞』交通新聞社、2016年6月24日、3面。

### 利用状況
1. 1 2  “各駅の乗車人員（2023年度）”.   東日本旅客鉄道. 2024年7月22日閲覧。
2. ↑  “各駅の乗車人員（2000年度）”.   東日本旅客鉄道. 2019年2月12日閲覧。
3. ↑  “各駅の乗車人員（2001年度）”.   東日本旅客鉄道. 2019年2月12日閲覧。
4. ↑  “各駅の乗車人員（2002年度）”.   東日本旅客鉄道. 2019年2月12日閲覧。
5. ↑  “各駅の乗車人員（2003年度）”.   東日本旅客鉄道. 2019年2月12日閲覧。
6. ↑  “各駅の乗車人員（2004年度）”.   東日本旅客鉄道. 2019年2月12日閲覧。
7. ↑  “各駅の乗車人員（2005年度）”.   東日本旅客鉄道. 2019年2月12日閲覧。
8. ↑  “各駅の乗車人員（2006年度）”.   東日本旅客鉄道. 2019年2月12日閲覧。
9. ↑  “各駅の乗車人員（2007年度）”.   東日本旅客鉄道. 2019年2月12日閲覧。
10. ↑  “各駅の乗車人員（2008年度）”.   東日本旅客鉄道. 2019年2月12日閲覧。
11. ↑  “各駅の乗車人員（2009年度）”.   東日本旅客鉄道. 2019年2月12日閲覧。
12. ↑  “各駅の乗車人員（2010年度）”.   東日本旅客鉄道. 2019年2月12日閲覧。
13. ↑  “各駅の乗車人員（2011年度）”.   東日本旅客鉄道. 2019年2月12日閲覧。
14. ↑  “各駅の乗車人員（2012年度）”.   東日本旅客鉄道. 2019年2月12日閲覧。
15. ↑  “各駅の乗車人員（2013年度）”.   東日本旅客鉄道. 2019年2月12日閲覧。
16. ↑  “各駅の乗車人員（2014年度）”.   東日本旅客鉄道. 2019年2月12日閲覧。
17. ↑  “各駅の乗車人員（2015年度）”.   東日本旅客鉄道. 2019年2月12日閲覧。
18. ↑  “各駅の乗車人員（2016年度）”.   東日本旅客鉄道. 2019年2月12日閲覧。
19. ↑  “各駅の乗車人員（2017年度）”.   東日本旅客鉄道. 2018年7月9日閲覧。
20. ↑  “各駅の乗車人員（2018年度）”.   東日本旅客鉄道. 2019年7月11日閲覧。
21. ↑  “各駅の乗車人員（2019年度）”.   東日本旅客鉄道. 2020年7月10日閲覧。
22. ↑  “各駅の乗車人員（2020年度）”.   東日本旅客鉄道. 2021年7月22日閲覧。
23. ↑  “各駅の乗車人員（2021年度）”.   東日本旅客鉄道. 2022年8月5日閲覧。
24. ↑  “各駅の乗車人員（2022年度）”.   東日本旅客鉄道. 2023年7月12日閲覧。